# Bjørn Brønnum
Bjørn Brønnum (født 16. september 1929 på Frederiksberg, Danmark) er en dansk tidligere roer. Han var medlem af Bagsværd Roklub.
Brønnum repræsenterede Danmark ved OL 1952 i Helsinki. Her udgjorde han, sammen med Mogens Snogdahl, Jørn Snogdahl, Bjørn Stybert, Helge Schrøder, Preben Hoch, Leif Hermansen, Ole Scavenius Jensen samt styrmand John Wilhelmsen den danske otter. Den danske båd kom ind på fjerdepladsen i sit indledende heat, hvorefter de vandt et opsamlingsheat. I semifinalen sluttede danskerne på 3. pladsen, og kvalificerede sig dermed ikke til finalen. De sluttede samlet konkurrencen på en 9. plads.
Brønnum vandt desuden en EM-guldmedalje i firer uden styrmand ved EM 1953 i København og en sølvmedalje i samme disciplin ved EM 1955 i Gent. Han vandt også en sølvmedalje i otter ved EM 1951 i Mâcon.